# 改造人間ロギイ
『改造人間ロギイ』 (かいぞうにんげんロギイ) は、三木有による日本の漫画。『週刊少年ジャンプ』（集英社）において、2015年13号から同年24号まで連載された。全11話。単行本は全2巻で、単行本には読切版『改造人間ロギイ』（週刊少年ジャンプ2011年8号掲載、ジャンプVS2013年5月1日号掲載）の2作品も収録。本項では連載版について記述する。

## 概要
本作の舞台は、改造部品（パーツ）という移植型人工生体機能を、自らの体を組み込む「改造人間」たちの犯罪が横行するようになった世界。“犬”と呼ばれる改造人間の青年のもとに、人探しの依頼が舞い込む場面から物語は始まる。

## 登場人物

### 主要人物
ロギイ
本作の主人公。 19歳、身長174cm。 好きなものは女の子、ピアス。 嫌いなものは子供、その他色々。ドグとコンビを組んで処分屋を行う。子供嫌いだが何かと子供と関わることが多く、ドグからもその点をツッコまれている。 日常シーンではボンボンから女に貢ぐためカツアゲしている。

ドグ
「犬」と呼ばれている追跡屋の青年。 23歳、身長162cm。 好きなものは漫画アニメ、パンクロック。嫌いなものは魚。副職ビデオ屋だが、アダルト関係のものが多くアニメは少ない。 部屋に大量のフィギュアが飾られており、チビによって積み木のおもちゃにされている。

チビ（仮称）
年齢不詳、身長80cm。 好きなものは積み木、 嫌いなものは暗いところ。「改造部品」を生み出すためだけに存在する「オリジナル」のひとり。 バウブル社の手に渡った際にロギイが依頼を受け処分するはずが、ドグの家に居候させることにした。基本的に無表情だが、最終回で笑った顔を見せた。

### 警察組
警視庁の秘密警察。 改造人間増加による治安維持、犯罪を取り締まるべく設立された。「毒を以て毒を制す」という理念から、対改造人間用の改造人間で人員が構成されている。
郁
36歳、身長170cm。 好きなものは絵を見ること・描くこと。 嫌いなものはトマト。秘密警察組織の局長。ロギイや川松のことをたまに「悪タレ坊主」と呼び、そう呼ぶとロギイには「ババア」と呼ばれる。立場上、改造人間の一人であるロギイを始末する任務を部下に与えたが、旧知の仲であることからロギイと会った際にはその任務をうやむやにしつつロギイに猶予を与え、次会うときには容赦しないと忠告を行った。初見では性別が分かりづらいが、女性。

川松早瀬
22歳、身長190cm。 好きなものはパズル。嫌いなものは改造人間、アルコール。元SAT所属。上官との他愛もない諍いで免職になっている。 コミュニケーション能力は改善途上であり、そのため他者には「俺の喋り方ってなんか腹立ちます？」と問いかけている。電気を体内でつくり放出することの出来る改造人間。 沈着冷静だが、中々攻撃に倒れないことに笑って驚いたロギイに対しては「変になっちまったんじゃねえか…」とあきれ顔を見せている。

たまち
27歳、身長151cm。好きなものはかっこいい男、お酒。 嫌いなものはかっこよくない男。自身のことを「たまちい」 と呼んでほしがる。年齢の割に幼く人の話を聞かず空気が読めない性格。

宮島
41歳、身長159cm。好きなものはジャンクフード。 嫌いなものはホームドラマ。 次長。ジャンクフードが好きという設定のとおり、職場でジャンクフードを食べるシーンがある。離婚して3年目。

### その他
ハロ
コードネームはHAL-00だが、自らをハロと呼ぶようにロギイに告げたオリジナルの少女。 ロギイの行動原理となっている少女で、少し文字が読める。ロギイと共に実験体となっていた。消息不明。

## 書誌情報
- 『改造人間ロギイ』 第1巻 集英社〈ジャンプ・コミックス〉 ISBN 978-4-08-880395-1  2015年6月4日発売[4]
- 『改造人間ロギイ』 第2巻 集英社〈ジャンプ・コミックス〉 ISBN 978-4-08-880450-7 2015年7月3日発売[5]